# Dejan Marković Skile
Dejan Marković Skile (Beograd, 1962) srpski je pisac i filmski producent.

## Biografija
Dejan Marković je rođen 1962. godine u Beogradu.
Osnivač, pevač i basista, grupe Braća Karamazovi, koja je postojala 1978 - 1982.
Od 2005. godine vežba Falun Gong. On je aktivista za ljudska prava u Kini.
Živi i radi u Beogradu. Oženjen, dvoje dece.

## Dela

### Romani
- Knjiga snimanja: '91-'92, Narodna knjiga - Alfa, Beograd, 2003. godine.[1][2]

Prvi roman, Knjiga snimanja: '91-'92, objavio je 2003. godine. Ovaj polički triler dešava se u ranim devedesetim, u Srbiji koja zvanično nije u ratu, ali je preko svojih paravojski umešana u bosanskohercegovački i hrvatski konflikt.
- Prizivanje Katarine, Narodna knjiga - Alfa, Beograd, 2004. godine.[3][4]

Drugi roman, Prizivanje Katarine, objavio je 2004. godine. U podnaslovu „antropološki triler“, ovaj roman predstavlja dekonstukciju kosovskog mita. Takođe se dešava u ratnim godinama, 1999. godine za vreme NATO bombardovanja.

### Pozorište
Osim romana, Skile je autor i nekoliko dramskih tekstova: 
- Konzilijum, 2008. godine,
- Bolje s 33 nego sa 77, 2009. godine.

### Film
- Skile, 2013. godine, dokumentarni film, glavni protagonist. Film je režirala Sara Marković. Nominovan je na preko 30 filmskih festivala u svetu i osvojio je nekoliko nagrada.[5]
- Na crnoj listi, 2018. godine, dugometražni dokumentarni. Film su režirali Sara Marković i Nikola Dragović, a Skile je producent i scenarista.

## Spoljašnje veze
- Dejan Marković Skile на веб-сајту  (језик: енглески)
- Skile на веб-сајту  (језик: енглески)
- Prizivanje Katarine, besplatno skinuti